# I Told You (James Blunt)
I Told You è un singolo del cantautore britannico James Blunt, pubblicato l'11 ottobre 2019 come terzo estratto dal sesto album in studio Once Upon a Mind.

## Descrizione
Scritta da James Blunt, Andrew Jackson e Mark Drew (che ne ha anche curato la produzione), la canzone è descritta da Blunt come un "inno ai suoi figli". A proposito del brano, Blunt riflette:

## Video musicale
Il lyric video del brano è stato pubblicato sul canale YouTube del cantautore l'11 ottobre 2019.

## Tracce
Download digitale
1. I Told You – 2:31